# Balti-szláv nyelvek
A balti-szláv nyelvek az indoeurópai nyelvcsaládnak a balti és szláv nyelvekből álló ága egy olyan nyelvészeti hipotézis szerint, amely egy balti-szláv ősnyelvet feltételez a nyelvi fejlődés egy korai szakaszában. Ezt a csoportosítást elfogadja a legtöbb nyelvész, mivel a balti és szláv nyelvek szabályos hangmegfelelései alapján lehetséges az indoeurópai alapnyelvből jól meghatározott hangváltozásokkal származó balti-szláv alapnyelv rekonstrukciója, aminek a szétválása balti és szláv csoportokká i. e. 1400 felé tehető a nyelvi eltolódásokat elemző módszerrel. Pontosabban a balti-szláv nyelvjáráskontinuumból különvált egy különösen újító nyelvjárás, és az lett a szláv alapnyelv, amiből származik minden szláv nyelv. Néhány nyelvész azonban, általában politikai viták keretében, elveti ezt a balti-szláv csoportosítást és a nyelvi interferenciában látja a balti és szláv nyelvek közötti hasonlóságok okát.

## Történelmi vita
Elsőként August Schleicher német nyelvész feltételezett egy közös balti-szláv ősnyelvet mint az indoeurópai ősnyelv leszármazottja. Később a magyar származású Szemerényi Oszvald is újabb érveket próbált az elmélet mögé állítani. Szemerényi a balti és a környező szláv nyelvek szintaktikájának, lexikájának és morfológiájának hasonlósága alapján feltételezte, hogy létezett az általa balti-szláv nyelvnek nevezett ősnyelv amelyből az indoeurópai nyelv felbomlása idején, egymástól eltávolodva alakultak ki a balti és a szláv nyelvek. Vele szemben Antoine Meillet tagadta a balti-szláv hipotézist, szerinte a balti és a szláv nyelvek közeli indoeurópai nyelvjárásokból alakultak ki és a hasonlóságot a balti és szláv népek évezredes együttélése is erősíti.
A balti-szláv hipotézis nem nélkülözi a politikai felhangokat sem. Az Orosz Birodalom, Szovjetunió és Oroszország nyelvészei érthető okokból maximálisan a balti-szláv nyelvrokonságot hirdetik. A magyar nyelvészek, már csak Szemerényi Oszvaldra tekintettel, is szintén ennek a hipotézisnek az oldalán állnak. A lett és litván nyelvészek érthető módon kategorikusan elvetik a balti-szláv hipotézist. És érdekes módon több belarusz nyelvész is ezen az állásponton áll, és a belarusz népet is a balti népek közé sorolja.
Szemerényi 1957-ben megjelent könyvében 14 pontban fejti ki hipotézisét. Ezt 1973-ban
Antanas Klimas a Rochesteri Egyetem professzora 11 pontban cáfolja elvetve a balti és a szláv nyelvek közötti rokonságot.

## Nyelvek listája
A feltételezett balti-szláv protonyelv későbbi ágai:
- balti ág
  - Keleti balti nyelvek
    - lett
    - litván
    - kur (kihalt)

  - Nyugati balti nyelvek
    - galind (kihalt)
    - óporosz (kihalt)
    - jatving (kihalt)
- Szláv ág
  - déli ág 
    - bosnyák
    - bolgár
    - óegyházi szláv (kihalt)
    - horvát/szerb
    - macedón
    - szlovén

  - keleti ág 
    - belarusz
    - orosz
    - ukrán
    - ruszin
    - vajdasági ruszin

  - nyugati ág
    - cseh
    - lengyel
    - szorb
    - szlovák
    - kasub
    - poláb (kihalt)